# Andrei Cordea
Andrei Cordea, né le 24 juin 1999 à Aiud en Roumanie, est un footballeur international roumain qui évolue au poste d'ailier droit au CFR Cluj.

## Biographie

### En club
Né à Aiud en Roumanie, Andrei Cordea est formé par deux clubs basés dans son pays natal, le CSM Metalul Aiud puis l'Ardealul Cluj, avant de poursuivre sa formation en Italie, au Novare Calcio. C'est avec ce club qu'il commence sa carrière professionnelle, jouant son premier match le 16 décembre 2018, lors d'un match de Serie C, la troisième division italienne, face à l'Olbia Calcio 1905. Il entre en jeu à la place de Nicolás Schiavi (en) et son équipe s'impose par quatre buts à zéro.
Le 16 septembre 2020, Andrei Cordea signe en faveur de l'Academica Clinceni pour un contrat de trois saisons.
Lors de l'été 2021, Andrei Cordea s'engage avec le FCSB. L'accord est conclu dès le mois de mai. 
Cordea joue son premier match avec le FCSB 15 juillet 2021 face au FC Botoșani, lors de la première journée de la saison 2021-2022 de Liga I. Il est titularisé et les deux équipes se neutralisent (0-0). Il inscrit son premier but pour le club dès le 22 juillet 2021, lors d'une rencontre qualificative pour la Ligue Europa Conférence 2021-2022 face au FK Chakhtior Karagandy. Titulaire, il donne la victoire à son équipe en étant le seul buteur de la partie.

### En sélection
Le 5 septembre 2021, Andrei Cordea honore sa première sélection avec l'équipe nationale de Roumanie face au Liechtenstein. Il est titularisé lors de cette rencontre remportée par son équipe sur le score de deux buts à zéro,.